# Sabrina Beer
Sabrina Beer (17 giugno 1981) è un'ex sciatrice alpina tedesca.

## Biografia
Originaria di Schönwald im Schwarzwald e attiva in gare FIS dal dicembre del 1996, in Coppa Europa la Beer esordì il 7 dicembre 1998 a Haute-Nendaz in slalom speciale, senza completare la prova, e conquistò l'unica vittoria, nonché unico podio, l'11 gennaio 2001 a Tignes in discesa libera. In Coppa del Mondo disputò quattro gare, tutti slalom speciali (il primo il 14 gennaio 2001 a Flachau, l'ultimo il 20 gennaio 2002 a Berchtesgaden), senza completarne nessuna. Si ritirò al termine della stagione 2004-2005 e la sua ultima gara fu lo slalom speciale dei Campionati tedeschi 2005, disputato il 22 marzo a Berchtesgaden e nel quale la Beer vinse la medaglia di bronzo; in carriera non prese parte a rassegne olimpiche o iridate.

## Palmarès

### Coppa Europa
- Miglior piazzamento in classifica generale: 75ª nel 2001
- 1 podio:
  - 1 vittoria

#### Coppa Europa - vittorie
| Data            | Località | Paese   | Specialità |
| --------------- | -------- | ------- | ---------- |
| 11 gennaio 2001 | Tignes   | Francia | DH         |

Legenda:

DH = discesa libera

### Campionati tedeschi
- 2 medaglie:
  - 1 argento (discesa libera nel 2000)
  - 1 bronzo (slalom speciale nel 2005)